# Принцип Герца
Принцип Герца, также известный как принцип наименьшей кривизны или принцип прямейшего пути — один из вариационных принципов механики, который гласит, что при отсутствии любых активных сил (потенциальной энергии) из всех кинематически возможных (т.е. допускаемых связями) траекторий действительной будет только та, у которой наименьшая кривизна. Применялся Герцем для построения механики, в которой действие активных сил заменялось введением соответствующих связей. Впервые предложен в 1894 году.
Принцип Герца часто рассматривается как частный случай гауссовского принципа наименьшего принуждения, частный случай принципа Мопертюи в трактовке Якоби и обобщение закона инерции. Связь с принципом Гаусса обусловлена пропорциональностью принуждения квадрату кривизны. При идеальных связях принцип Герца и принцип Гаусса имеют одинаковое математическое выражение.
Кривой Гаусса-Герца на пути x (t) = xα (t) в римановом пространстве Rn × l2, δij + δαβ являются минимальные квадраты Лагранжа (сумма серий функций, равномерное схождение).

## Математическое выражение
В принципе Герца функция Z математически выражается следующим образом:
{\displaystyle Z=\sum _{j=1}^{n}\left|{\ddot {\mathbf {r} }}_{j}\right|^{2}}
Кинетическая энергия {\displaystyle T} сохраняется при этих условиях:
{\displaystyle T\ {\stackrel {\mathrm {def} }{=}}\ {\frac {1}{2}}\sum _{j=1}^{n}\left|{\dot {\mathbf {r} }}_{j}\right|^{2}}
Поскольку линейный элемент {\displaystyle ds^{2}} в {\displaystyle 3N}-мерной системе координат определяется по формуле
{\displaystyle ds^{2}\ {\stackrel {\mathrm {def} }{=}}\ \sum _{j=1}^{n}\left|d\mathbf {r} _{j}\right|^{2}},
то закон сохранения энергии может также иметь форму
{\displaystyle \left({\frac {ds}{dt}}\right)^{2}=2T}
При делении {\displaystyle Z} на {\displaystyle 2T} появляется ещё один минимум:
{\displaystyle K\ {\stackrel {\mathrm {def} }{=}}\ \sum _{j=1}^{n}\left|{\frac {d^{2}\mathbf {r} _{j}}{ds^{2}}}\right|^{2}}
Поскольку {\displaystyle {\sqrt {K}}} — локальная кривизна траектории в {\displaystyle 3n}-мерной системе координат, минимизация {\displaystyle K} равноценна поиску траектории с минимальной кривизной (геодезической).